# Paulo Eduardo Andrade Ponte
Paulo Eduardo Andrade Ponte (* 24. Juni 1931 in Fortaleza, Ceará, Brasilien; † 15. März 2009 in São Luís, Maranhão, Brasilien) war ein brasilianischer Geistlicher und römisch-katholischer Erzbischof von São Luís do Maranhão.

## Leben
Paulo Eduardo Andrade Ponte studierte von 1945 bis 1949 am Seminar in Fortaleza und von 1950 bis 1954 an der Päpstlichen Universität Gregoriana in Rom. Er empfing am 3. April 1954 in Rom die Priesterweihe. 1957 wurde er an der Gregoriana in Dogmatik promoviert. Er war zunächst in der Seelsorge tätig, später Professor für dogmatische Theologie am Diözesanseminar in Fortaleza und zudem Spiritual. Von 1958 bis 1971 war er Professor sowie Direktor des ICRE – Institut für Religionswissenschaften (Instituto de Ciências Religiosas) in Fortaleza.
Am 25. Juni 1971 ernannte ihn Papst Paul VI. zum ersten Bischof des neuerrichteten Bistums Itapipoca. Die Bischofsweihe spendete ihm José de Medeiros Delgado, Erzbischof von Fortaleza,  am 21. November desselben Jahres; Mitkonsekratoren waren Miguel Fenelon Câmara Filho, Weihbischof in Fortaleza, und Manuel Edmilson da Cruz, Weihbischof in São Luís do Maranhão.
Am 20. März 1984 wurde er durch Papst Johannes Paul II. zum Erzbischof von São Luís do Maranhão ernannt. Am 21. September 2005 nahm Papst Benedikt XVI. sein Rücktrittsgesuch an.
Er engagierte sich in verschiedenen Gremien, wie der CELAM. Von 1987 bis 1991 war er stellvertretender Vorsitzender der brasilianischen Bischofskonferenz CNBB und zudem Mitglied des COINCAT (Internationaler Rat für die Katechese) von 1987 bis 1992.